# Morliny
Morliny (niem. Mörlen) – osada w Polsce położona w województwie warmińsko-mazurskim, w powiecie ostródzkim, w północno-zachodniej części gminy Ostróda. W latach 1975–1998 miejscowość administracyjnie należała do województwa olsztyńskiego.
Miejscowość leży niedaleko jeziora Morliny, nazywanego również Jeziorem Ornowskim. Nad jeziorem pozostałości średniowiecznego grodziska.
W pobliżu wsi znajdują się Zakłady Mięsne „Morliny” (uruchomione w 1975).

## Historia
W czasach krzyżackich wieś pojawia się w dokumentach w roku 1348, podlegała pod komturię w Ostródzie, były to dobra rycerskie o powierzchni 80 włók. W 1397 r. dwór Morliny oraz wieś Ornowo został wykupiona przez komtura ostródzkiego Jahanna von Schönfelda od Zandesa Erasmusa. 